# Дмитро Нестеренко
Дмитро Нестеренко (†1708) — український військовий та державний діяч в період Гетьманщини, дипломат в уряді Івана Мазепи, сотник Батуринської сотні.

## Біографія
Достовірних даних про походження Дмитра Нестеренка не збереглося, але, очевидно, походив із родини лубенського полковника Андрія Нестеренка, котрого, як зятя опального гетьмана Дем'яна Многогрішного, 1672 року позбавили полковничого уряду. Відставний старшина 1682 згадувався на посаді сотника Понорницької сотні. У січні 1688 року Іван Мазепа відчутно підтримав його вже як колишнього сотника, надавши у володіння два млини.
У гетьманській столиці Батурині статус сотні був особливий — вона підпорядковувалася безпосередньо гетьману. Відразу після усунення від гетьманства Івана Самойловича новий гетьман Іван Мазепа шукав кандидатуру на місце старого сотника — Яреми Андріїва, який призначений сердюцьким полковником. 
Вимогам відповідав Дмитро Нестеренко. З кореспонденції Івана Мазепи випливає, що його висуванець часто їздив на Запорозьку Січ з гетьманськими листами й жалуванням. 1696 року Дмитро Нестеренко разом із царським указом привіз до сусідньої козацької держави 1000 рублів — для побудови морських суден, та двісті підвід із хлібом.
Виконував він й інші дипломатичні завдання. Так 26 листопада 1696 року гетьман Мазепа відправив його із Петром Волошиним до московського уряду з інформацією про ситуацію на прикордонні України та Кримського ханату.
З початком війни з Московщиною сотник Дмитро Нестеренко був залишений з Батуринською сотнею для оборони столиці. Разом з полковником Дмитром Чечелем сотник очолював усі оборонні бої міста від московського війська під орудою Олександра Меншикова.
Після падіння Батурина його схопили і стратили у Глухові.